# Desivojce
Desivojcë en albanais et Desivojce en serbe latin (en serbe cyrillique : Десивојце) est une localité du Kosovo située dans la commune/municipalité de Kamenicë/Kosovska Kamenica, district de Gjilan/Gnjilane (Kosovo) ou district de Kosovo-Pomoravlje (Serbie). Selon le recensement kosovar de 2011, elle compte 177 habitants.

## Géographie

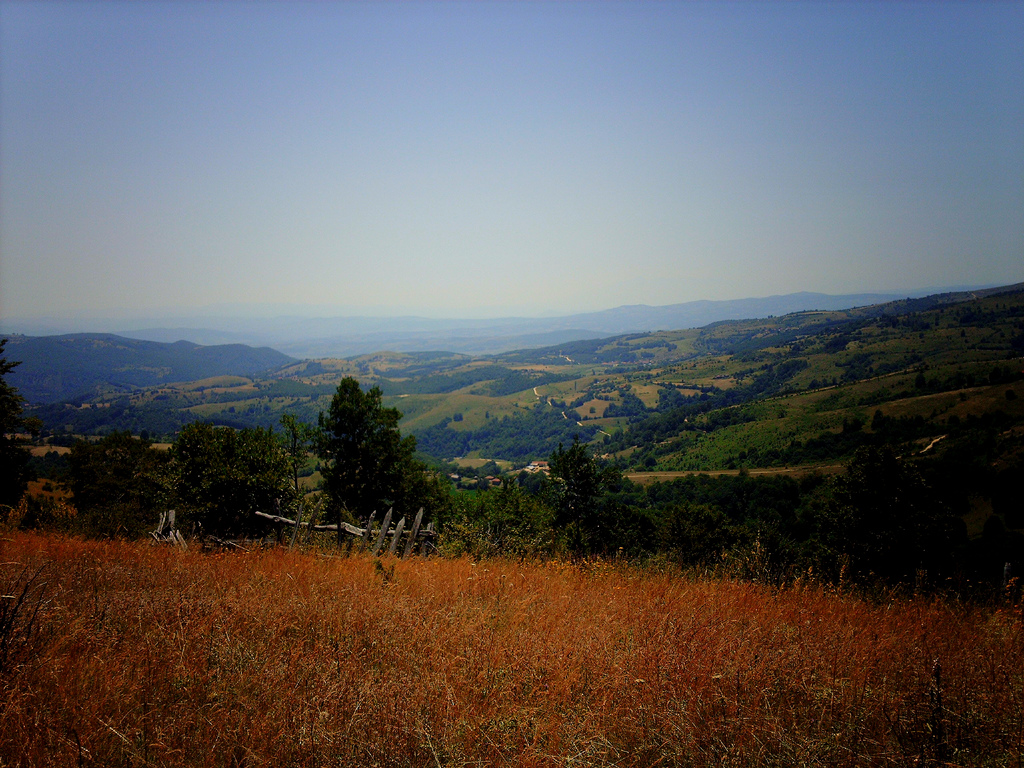
La région de Desivojcë/Desivojce

## Histoire

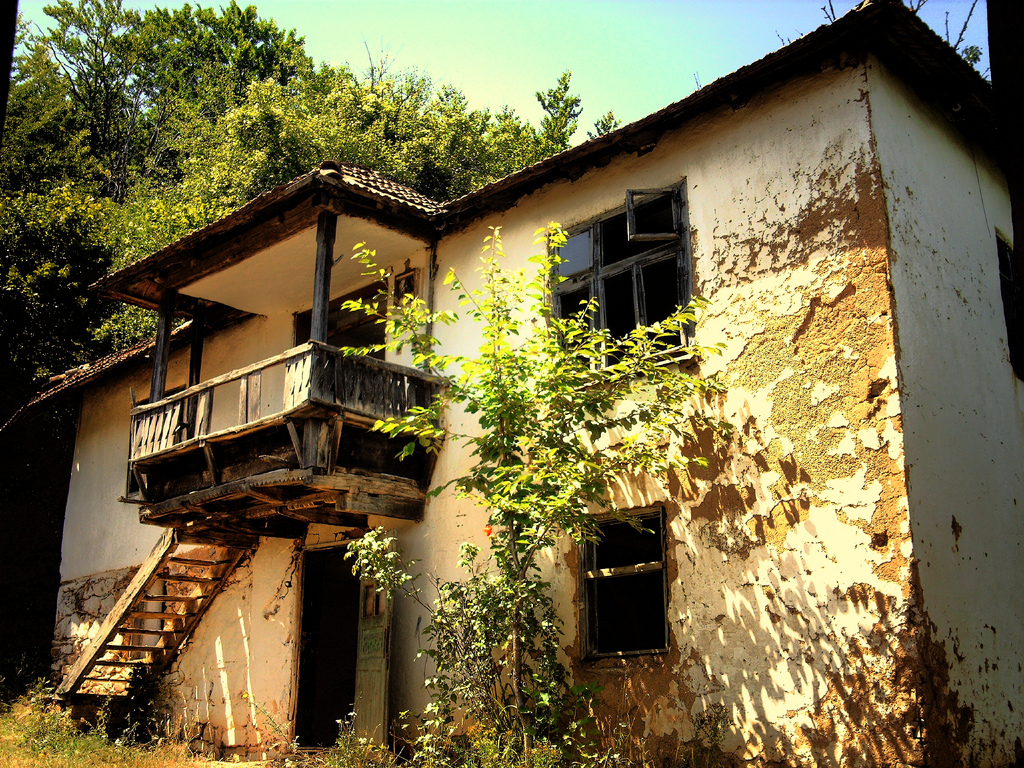
Une maison ancienne à Desivojcë/Desivojce

## Démographie

### Évolution historique de la population dans la localité
| 1948 | 1953 | 1961 | 1971 | 1981 | 1991 | 2011 |
| ---- | ---- | ---- | ---- | ---- | ---- | ---- |
| 878  | 945  | 916  | 991  | 919  | 868  | 177  |

|  |

### Répartition de la population par nationalités (2011)
En 2011, les Albanais représentaient 99,44 % de la population.